# Good Morning, Judge
Pour le film de 1928, voir L'Honnête Monsieur Freddy.
Pour plus de détails, voir Fiche technique et Distribution.
Good Morning, Judge est un film américain réalisé par Jean Yarbrough et sorti en 1943.

## Synopsis
Alors que les employés de la David Barton Music Publishing Company sont occupés à célébrer leur dernier tube « Spellbound », de Charlie Martin, les auteurs-compositeurs  Ben et Harry Pollard jouent leur morceau similaire « Dreaming », pour l'avocate Elzabeth Christine Smith. Elizabeth intente une action en justice pour parodie contre Barton pour 100 000 $, bien que les frères n'aient espéré qu'une fraction de cette somme. Pendant ce temps, David Barton lui-même a des problèmes avec sa petite amie et la chanteuse de « Spellbound », Mira Byron, qui insiste pour qu'il l'accompagne tous les soirs à des événements sociaux. David, épuisé, se rend au Gotham Health Club pour prendre un bain de vapeur, ignorant que le club est réservé aux femmes.

## Fiche technique
- Réalisation : Jean Yarbrough
- Scénario : Warren Wilson, Maurice Geraghty, Winston Miller
- Producteur : Paul Malvern
- Photographie : John W. Boyle
- Montage : Edward Curtiss
- Musique : Milton Rosen
- Production : Universal Pictures
- Durée : 67 minutes
- Date de sortie : mai 1943

## Distribution
- Dennis O'Keefe : David Barton
- Louise Allbritton : Elizabeth Christine Smith
- Mary Beth Hughes : Mira Bryon
- J. Carrol Naish : Andre Bouchard
- Louise Beavers : Cleo
- Samuel S. Hinds : J.P. Gordon
- Frank Faylen : Ben Pollard
- Ralph Peters : Harry Pollard
- Oscar O'Shea : Magistrat
- William Forrest : Juge William Foster
- Marie Blake : Nicky Clark
- Don Barclay : Biscuit Face
- Jay Silverheels : l'indien
- William Worthington

## Chansons
- Spellbound
- Sort of a kinda

Paroles et musique de Milton Rosen et Everett Carter.